# Nombre de Blake
El nombre de Blake {\displaystyle (Bl)} és un nombre adimensional que s'utilitza en la mecànica de fluids. S'utilitza per caracteritzar la relació entre les forces inercials i les forces viscoses d'un fluid en un llit de partícules. Correspon al nombre de Reynolds modificat per incorporar una característica dels llits de partícules.
Aquest número porta el nom de Frank C. Blake, químic estatunidenc. Però una altra font indica que aquest nombre hauria estat nomenat en honor de Henry William Blake, enginyer químic estatunidenc.
El nombre de Blake es defineix com:
{\displaystyle Bl={\frac {v\;L_{c}\;\rho }{\mu \;(1-\epsilon )}}}
on:
- v = velocitat
- Lc = longitud característica
- ρ = massa volúmica del fluid
- μ = viscositat dinàmica
- ε = porositat del llit

La longitud característica normalment es defineix per la relació volum-superfície de les partícules.

Aquest número s'utilitza principalment per a la caracterització de les filtracions, i un nombre de Blake d'aproximadament 0,2 indica una filtració ràpida.